# OKB Szuhoj
Koordináták: é. sz. 55° 47′ 01″, k. h. 37° 32′ 31″55.783611°N 37.541944°E

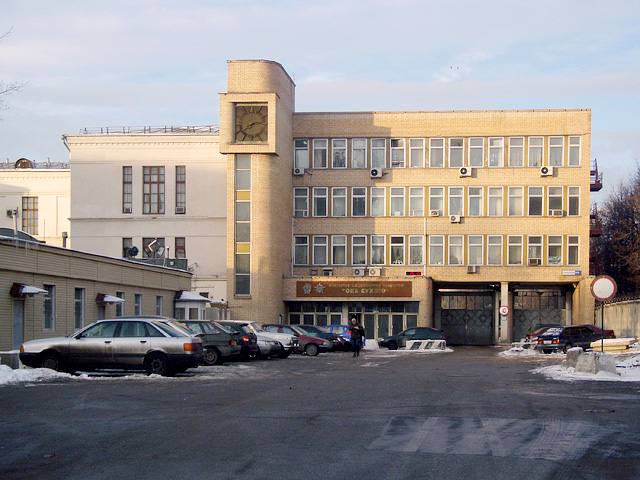
A Szuhoj-tervezőiroda központja Moszkvában

Az OKB Szohoj, vagy Szuhoj-tervezőiroda (oroszul: ОКБ Сухого) repülőgépek tervezésével foglalkozó, részvénytársasági formában működő orosz vállalat. A Szuhoj Vállalat része, székhelye Moszkvában található. A szovjet időszakban OKB–51 néven működött. Moszkva északnyugati részén, a Hodinka-mezőn, az egykori Frunze központi repülőtér mellett található.

## Külső hivatkozások
- A Szuhoj Vállalat honlapja Archiválva 2020. szeptember 17-i dátummal a Wayback Machine-ben